# Tonopah Airport
Tonopah Airport is een vliegveld dat zich elf kilometer ten oosten van de plaats Tonopah in de Amerikaanse staat Nevada bevindt. Het vliegveld is openbaar en in bezit van de county waarin het is gesitueerd, Nye County. Tonopah Airport beschikt over twee landingsbanen, namelijk één landingsbaan met een lengte van 2.183 meter en een breedte van 24 meter en één landingsbaan met een lengte van 1.889 meter en een breedte van vijftien meter. Het totale complex heeft een oppervlakte van 15 km². Jaarlijks kent Tonopah Airport 12.800 vliegbewegingen (2013/14). In 2015 hadden vijf vliegtuigen en één helikopter het vliegveld als thuishaven.
Eerder was Tonopah Airport in gebruik als militaire basis onder de naam Tonopah Air Force Base.

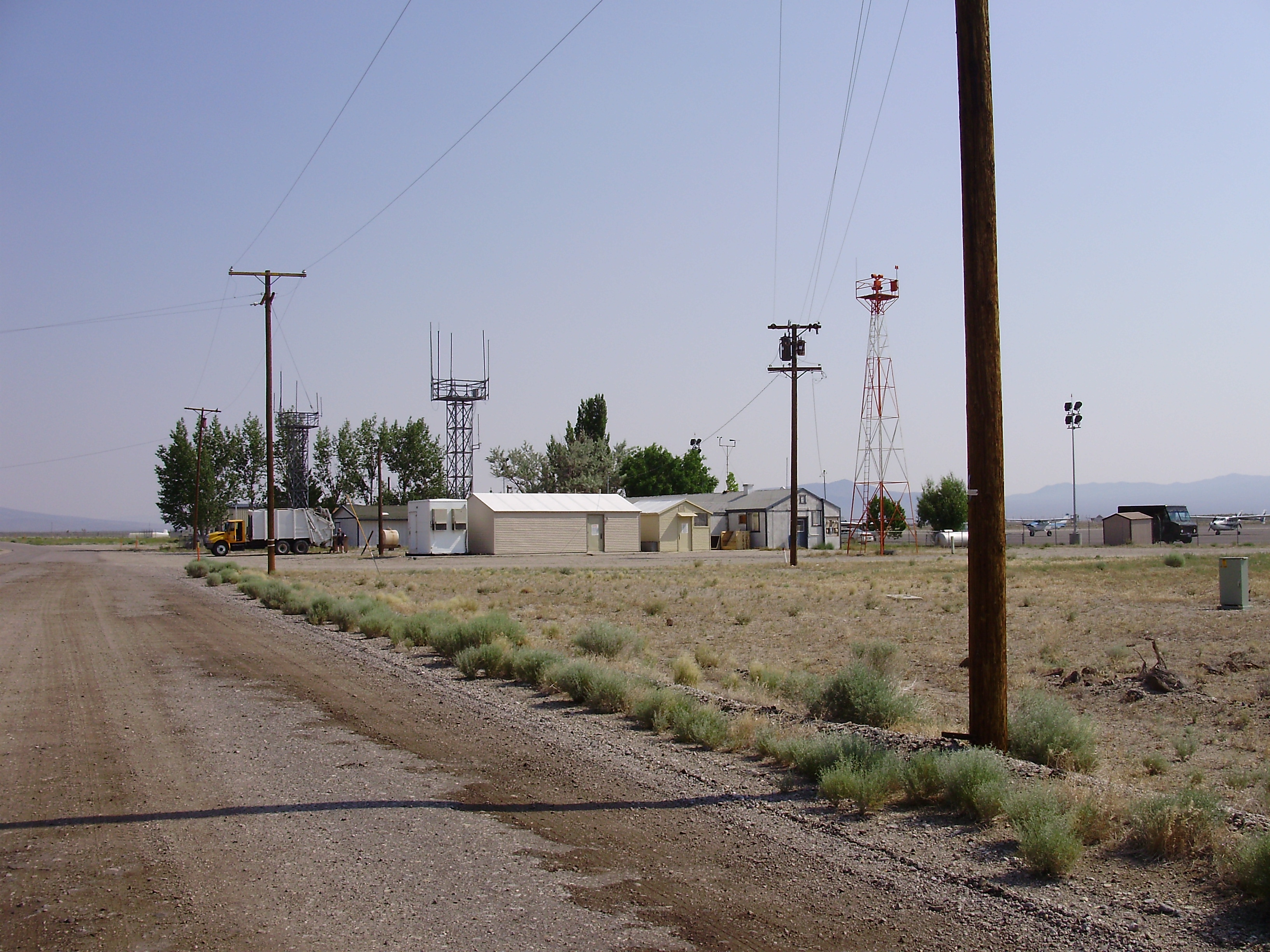
Het vliegveld in 2008